# Do You Wanna Get Away (canção)
"Do You Wanna Get Away" é o primeiro single do álbum Do You Wanna Get Away, lançado pela cantora de dance-pop e freestyle Shannon em 1985. A canção foi escrita por Ann Godwin e Chris Barbosa e foi produzida por Chris Barbosa e Mark Liggett.
A canção obteve moderado sucesso na Billboard Hot 100, alcançando a posição #49, embora seja o terceiro e último single da cantora a chegar ao primeiro lugar da Hot Dance Music/Club Play. No Canadá e Alemanha, a canção chegou a posição #57.

## Faixas
7" Single
| N.º | Título                                | Duração |  |
| 1.  | "Do You Wanna Get Away"               | 3:49    |  |
| 2.  | "Do You Wanna Get Away" (Dub Version) | 3:47    |  |

12" Single
| N.º | Título                                         | Duração |  |
| 1.  | "Do You Wanna Get Away" (Vocal / Long Version) | 4:57    |  |
| 2.  | "Do You Wanna Get Away" (Long Dub Version)     | 6:07    |  |

## Desempenho nas paradas musicais
| Parada musical (1985)                               | Melhor posição |
| --------------------------------------------------- | -------------- |
| Alemanha (Germany Top 100 Singles)                  | 57             |
| Canadá (RPM Top 100 Singles)                        | 57             |
| Estados Unidos (Billboard Hot 100)                  | 49             |
| Estados Unidos (Hot Dance Music/Club Play)          | 1              |
| Estados Unidos (Hot Dance Music/Maxi-Singles Sales) | 2              |
| Estados Unidos (Hot R&B/Hip-Hop Singles & Tracks)   | 13             |